# Euxoa aurulentoides
Euxoa aurulentoides là một loài bướm đêm trong họ Noctuidae.